# Polydore Beaufaux

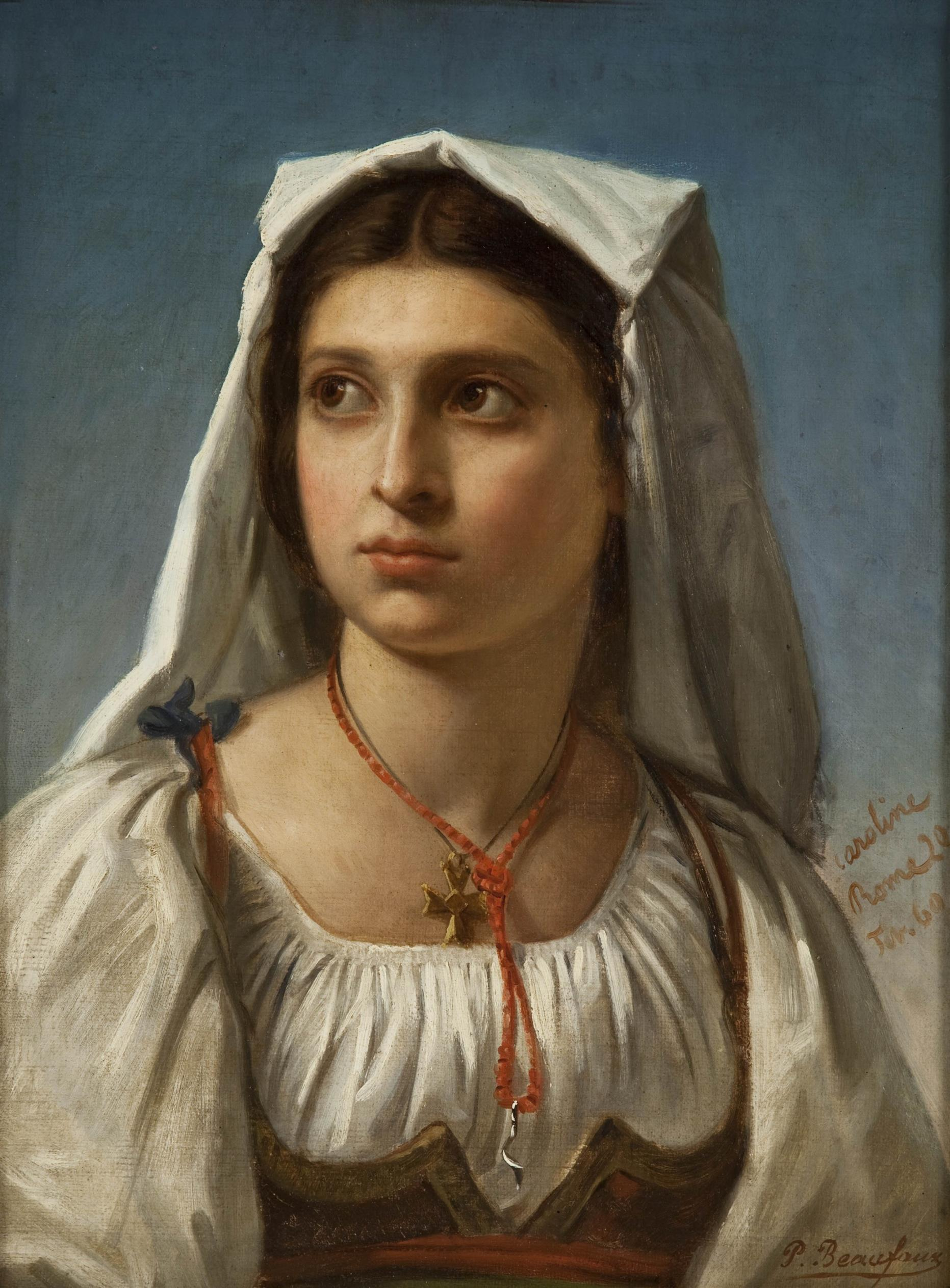
Porträt eines Bauernmädchens

Polydore Beaufaux (* 30. November 1829 in Court-Saint-Étienne; † 7. Mai 1905 in Wavre) war ein belgischer Maler und Kunstpädagoge.
Beaufaux studierte an der Académie royale des beaux-arts d’Anvers. 1857 erhielt er den belgischen Prix de Rome. Die Jahre von 1859 bis 1863 verbrachte er in Paris und Italien, besuchte Florenz und Neapel. Während des Aufenthaltes in Rom porträtierte er den Papst Pius IX.
Von 1864 bis 1883 unterrichtete er als Professor an der Antwerpener Akademie. Er malte Porträts, Genreszenen und Bibelgeschichten.
1889 wurde er mit dem Ritterkreuz des Leopoldsordens ausgezeichnet. Im gleichen Jahr unternahm er eine Reise nach England. Nach der Heimkehr zog er aus Antwerpen nach Wavre. Ein Jahr später erlitt er eine Lähmung beider Arme und konnte nicht mehr malen.